# Колеоптиль

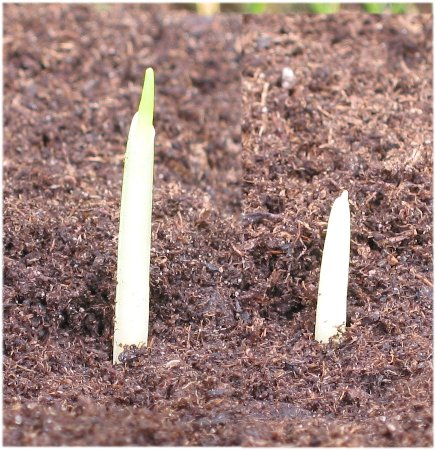
Проростки маиса. Справа — колеоптиль, слева — первый росток, вырвавшийся за пределы колеоптиля

Колео́птиль, или колеоптиле (др.-греч. κολεός «ножны», и πτίλον «лист»), также влагалищный лист, — первый после семядоли лист злаков; по происхождению представляет собой, возможно, среднюю часть семядоли. Развит у некоторых специализированных однодольных растений.
Представляется собой замкнутую плёнчатую трубку (колпачок), внутри которой находятся конус нарастания стебля и «пёрышко» (зачаток первого фотосинтезирующего листа проростка злаков). Колеоптиль защищает почечку и служит для пробуравливания почвы; на поверхности раскрывается (разрывается) и пропускает растущее «пёрышко» и последующие листья. Может быть как бесцветным, так и окрашенным — зелёным, красноватым.
По мере развития растения колеоптиль засыхает.